# Trude Gundersen
Trude Gundersen (ur. 6 czerwca 1977 w Bergen) – norweska zawodniczka taekwondo, srebrna medalistka olimpijska z Sydney.

## Życiorys
Wzięła udział w igrzyskach olimpijskich w 2000 roku, rywalizując w wadze do 67 kg. W ćwierćfinale pokonała Japonkę Yoriko Okamoto, w półfinale Brytyjkę Sarah Stevenson, a w finale poniosła porażkę z Koreanką Lee Sun-hee.
Po igrzyskach olimpijskich w 2000 roku próbowała kontynuować treningi, łącząc je ze studiami medycznymi. W 2001 roku wzięła udział w mistrzostwach świata w taekwondo, gdzie odpadła w ćwierćfinale. W 2002 roku porzuciła taekwondo i skoncentrowała się na studiach medycznych na Uniwersytecie w Bergen. Obecnie pracuje w klinice ortopedycznej w Haukeland.